# Dirty Projectors
Die Dirty Projectors sind eine US-amerikanische Rockband aus New York um den Singer-Songwriter Dave Longstreth. Mit dem Album Swing Lo Magellan hatten sie 2012 einen internationalen Erfolg.

## Biografie
Longstreth begann Anfang der 2000er eigene Songs aufzunehmen. 2002 erschien sein erstes Album unter eigenem Namen, danach veröffentlichte er mit Adam Forkner erstmals unter dem Namen Dirty Projectors das Album The Glad Fact. In den folgenden Jahren brachte er in kurzer Folge weitere Alben in Zusammenarbeit mit anderen Musikern heraus, aus denen sich dann die Band formte. Der Durchbruch kam 2009 mit dem Album Bitte Orca, das es bis in die Top 100 der US-Albumcharts brachte.
Mit dem nächsten Album Swing Lo Magellan, das 2012 erschien, konnten sie den Erfolg international ausbauen. Sängerin Amber Coffman wirkte 2012 beim Song Get Free von Major Lazer mit, welcher auch für einen Werbespot von Vodafone verwendet wurde.
Longstreth arbeitete über die eigene Band hinaus auch als Musikproduzent, so produzierte er beispielsweise im Herbst 2015 Azeel, das fünfte Studioalbum von Bombino.
Mit den folgenden Alben Dirty Projectors und Lamp Lit Prose konnten sie 2017/18 nicht an die vorherigen Erfolge anknüpfen, erreichten aber immerhin noch Platzierungen in den US-Indie-Charts.
Im Mai 2020 gab die Band mit der Veröffentlichung der EP Flight Tower bekannt, im Laufe des Jahres fünf EPs zu veröffentlichen, bei denen je ein Bandmitglied alle Gesangsparts übernimmt.
Anfang April 2025 erschien das Album Song of the Earth.

## Diskografie
Alben
- The Glad Fact (2003)
- Morning Better Last! (2003)
- Slaves’ Graves and Ballads (2004)
- The Getty Address (2005)
- Rise Above (2007)
- Bitte Orca (2009)
- Swing Lo Magellan (2012)
- Dirty Projectors (2017)
- Lamp Lit Prose (2018)
- Song of the Earth (2025)

EP
- Windows Open (2020)[4]
- Flight Tower (2020)[5]
- Super João (2020)[6]
- Earth Crisis (2020)[7]
- Ring Road (2020)[8]